# Zaida Eriksson-Lihr

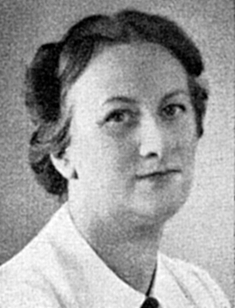
Zaida Eriksson-Lihr.

Zaida Eriksson-Lihr, född 10 mars 1895 i Helsingfors, död där 4 mars 1974, var en finländsk läkare. Hon ingick 1934 äktenskap med Gunnar Lihr (död 1937).
Eriksson, som blev medicine och kirurgie doktor 1925, var pediatriker, men blev internationellt känd som allergolog. År 1946 tillkom på hennes initiativ stiftelsen för allergiforskning, som grundade och drev Allergisjukhuset i Helsingfors, där från början var överläkare. Under åren 1951–68 var docent i pediatrisk allergologi vid Helsingfors universitet och tilldelades professors titel 1955.